# What You Don't See
What You Don't See es el segundo álbum de estudio de la banda estadounidense de pop punk The Story So Far. Fue lanzado el 26 de marzo de 2013, a través de Pure Noise Records.

## Composición y grabación
El 31 de diciembre de 2011, se anunció que The Story So Far estaba grabando material nuevo. En marzo de 2012 se anunció que la banda escribiría nuevas canciones en el verano. En agosto se publicó que la banda estaba grabando "algo" en Panda Studios. La banda grabó en Panda Studios en San Francisco, en el otoño. En una entrevista de octubre de 2012 con Alternative Press, el bajista Kelen Capener reveló que la banda estaba "recién empezando [a grabar] [pistas] de batería". La banda fue al estudio con 13 canciones, pero estuvo escribiendo material nuevo durante el proceso de grabación en caso de que quisieran eliminar algo del material escrito previamente. La banda estaba descubriendo qué hacía que su disco anterior fuera excelente e intentó ampliarlo. El álbum fue producido por Steve Klein de New Found Glory y Sam Pura. Klein visitó originalmente a la banda para ver qué material tenían y les dio consejos.
El guitarrista William Levy dijo que el nuevo álbum era "más pesado y melódico" en comparación con Under Soil and Dirt (2011). Levy aseguró que el álbum "todavía somos nosotros, simplemente está más enfocado". Las estructuras de las canciones fueron "pensadas un poco mejor" y "las partes que se nos ocurrieron son más interesantes". Capener mencionó al grupo no estaban "tratando de escribir algo estilísticamente diferente" a su material anterior. El nuevo material "muestra maduración" pero conserva la "misma energía juvenil y angustia que siempre hemos amado". El 22 de noviembre, la banda anunció que habían terminado de grabar.

## Lista de canciones
Todas las canciones escritas por Parker Cannon, Kelen Capener, Kevin Geyer, William Levy y Ryan Torf.
1. "Things I Can't Change" – 2:52
2. "Stifled" – 2:12
3. "Small Talk" – 2:43
4. "Playing the Victim" – 2:50
5. "Right Here" – 2:35
6. "Empty Space" – 2:29
7. "The Glass" – 2:47
8. "All Wrong" – 3:02
9. "Bad Luck" – 2:22
10. "Face Value" – 2:52
11. "Framework" – 3:08

## Personal
The Story So Far
- Parker Cannon - voz
- William Levy - guitarra rítmica
- Kevin Geyer - guitarra principal, voz
- Kelen Capener – bajo
- Ryan Torf - batería